# Franz Schubert (Politiker)

Franz Schubert

Franz Heinrich Schubert (* 5. Dezember 1905 in Maroldsweisach; † 4. August 1992 in Koblenz) war ein deutscher Politiker (NSDAP).

## Leben und Wirken
Der Sohn eines Zimmermanns wurde nach dem Besuch der Volksschule von 1919 bis 1923 an der staatlichen Forstschule in Lohr ausgebildet. Bis 1926 absolvierte er eine forstliche Lehre; anschließend arbeitete er bis 1934 als Förster. Schubert heiratete 1936; aus der Ehe gingen vier Kinder hervor.
1923 schloss er sich der völkischen Bewegung an. Am 27. September 1926 trat er in die NSDAP (Mitgliedsnummer 44.488) ein, in der er zunächst der Ortsgruppe Landau in der Pfalz angehörte. Am 1. Januar 1927 wurde er ins Saargebiet versetzt. Im Juni 1933 übernahm Schubert die Führung der NSDAP-Ortsgruppe in St. Ingbert. Anlässlich der Gründung der Deutschen Front im Saargebiet am 1. März 1934 wurde Schubert als Kreisleiter für den Kreis St. Ingbert eingesetzt. 
Nach der Eingliederung des Saargebiets in das Reich trat Schubert am 1. März 1935 gemäß dem Gesetz über die Vertretung des Saarlandes im Reichstag in den nationalsozialistischen Reichstag ein, in dem er bis zum Ende der NS-Herrschaft im Frühjahr 1945 den Wahlkreis 27 (Rheinpfalz-Saar) vertrat. Im März 1935 wurde er Mitglied der SA; von 1936 bis 1939 gehörte er der SS an. 
Ab 13. Januar 1936 war Schubert Bürgermeister von Saarlouis (am 15. Januar 1936 in Saarlautern umbenannt). Nach dem „Anschluss“ Österreichs 1938 war Schubert zusammen mit Gauleiter Josef Bürckel in Österreich, wo er unter anderem die Gaue Tirol und Salzburg beriet. Während des Zweiten Weltkrieges leistete er von September 1939 bis April 1940 Militärdienst. Im September 1941 wurde er kommissarischer Oberbürgermeister von Ludwigshafen am Rhein; im September 1942 wechselte er in gleicher Funktion nach Metz im von Deutschland besetzten Lothringen. Zudem war Schubert mehrfach NSDAP-Kreisleiter, so in Saarlouis/Saarlautern (Dezember 1935 bis 1941), Saarbrücken-Stadt (Januar bis September 1941), Ludwigshafen (September 1941 bis August 1942) und Metz (September 1942 bis Herbst 1944).
Seine 1944 geborene Tochter Ingrid wurde nach ihrem beendeten Medizinstudium 1970 Mitglied der RAF. 1971 verhaftet und zu 13 Jahren Haft verurteilt, nahm sie sich im deutschen Herbst 1977 im Gefängnis das Leben.